# Трунтаєв Василь Порфирович
Василь Порфирович Трунтаєв (1883, село Сосновка Саратовської губернії, тепер Саратовської області, Російська Федерація — ?) — радянський діяч, член Секретаріату ЦК КП(б) Білорусії, відповідальний секретар Козловського окружного комітету ВКП(б). Член Тимчасового Білоруського бюро ЦК РКП(б) з 4 лютого до 14 травня 1924 року. Член Бюро ЦК КП(б) Білорусії з 15 травня до 14 листопада 1924 року.

## Життєпис
Народився в родині слюсаря. Закінчив технічне залізничне училище.
У 1900 році проводив революційну роботу серед учнів міста Єлець.
З 1901 до 1905 року працював машиністом Астаповського залізничного депо Тамбовської губернії, де також проводив революційну роботу, входив до страйкового комітету. У 1905 році брав активну участь у залізничному страйку в Єльці.
З 1906 до 1908 року служив у російській імперській армії. Під час військової служби працював у соціал-демократичній робітничій партії (СДРП) у місті Радом, був головою революційного полкового комітету, членом гарнізонного комітету. У грудні 1907 року брав участь у звільненні ув'язнених із місцевої в'язниці.
У 1908 році заарештований в місті Радом, перебував у в'язниці. У лютому 1912 року засуджений Варшавською судовою палатою до 5 років каторги. До 1916 року відбував каторгу в Мокотовській, Петербурзькій та Шліссельбурзькій в'язницях.
З 1916 до 1917 року жив на поселенні в Балаганському повіті Іркутської губернії. Після Лютневої революції 1917 року звільнений із поселення. 
Член РКП(б) з 1918 року.
До березня 1924 року — завідувач організаційного відділу Вітебського губернського комітету РКП(б).
15 травня — 14 листопада 1924 року — завідувач організаційно-розподільчого відділу ЦК КП(б) Білорусії.
15 травня — 14 листопада 1924 року — член Секретаріату ЦК КП(б) Білорусії.
Потім перебував на відповідальній партійній роботі.
У 1929 році — відповідальний секретар Козловського окружного комітету ВКП(б) Центрально-Чорноземної області РРФСР.
Подальша доля невідома.